# Bothriocera hispaniolae
Bothriocera hispaniolae är en insektsart som beskrevs av Caldwell 1950. Bothriocera hispaniolae ingår i släktet Bothriocera och familjen kilstritar. Inga underarter finns listade i Catalogue of Life.